# Action du 27 mai 1802
Conflits navals algéro-portugais
L'action du 27 mai 1802 en mer Méditerranée est la capture d'une frégate portugaise de 36 canons, commandée par le capitaine de vaisseau français João Luís de Seguin Deshon, par une frégate algérienne de 44 canons, commandée par le capitaine de navire Raïs Hamidou.

## Contexte
En 1802, année de la signature du Traité d'Amiens, le Portugal dépêcha une importante escadre vers le détroit de Gibraltar. En avril, celle-ci comptait un navire de ligne, deux frégates et deux brigantins.
Cependant, une grave épidémie de fièvre typhoïde éclata à bord des navires portugais, contraignant la plupart d'entre eux à se retirer. Seule la frégate Cisne poursuivit sa mission de patrouille dans la région, malgré un équipage en grande partie malade ou convalescent. C’est dans ces circonstances difficiles que, dans la nuit du 5 mai, ses hommes repérèrent une frégate inconnue s’approchant silencieusement. Ce n’est qu’à l’aube, alors qu’elle était déjà très proche, que le bâtiment révéla sa nature : une frégate pirate originaire d’Alger.
Le 8 mai, la frégate portugaise Nossa Senhora do Bom Despacho, plus connue sous le nom de Cisne, armée de 36 canons et forte de 300 hommes, naviguait toujours en Méditerranée sous le commandement du capitão de mar e guerra Luís Seguin Deshon.

## Déroulement
Raïs Hamidou, commandant d’une frégate algérienne armée de 40 à 44 canons opérant en Méditerranée,, entra en contact avec une frégate portugaise de 36 à 44 canons, dotée d’un équipage estimé entre 282 et 300 hommes.
Utilisant une manœuvre de ruse de guerre, Hamidou fit hisser un pavillon britannique précédemment capturé, dans le but de tromper la vigilance adverse. Se présentant ainsi comme un navire anglais, il s’approcha sous le vent de la frégate portugaise Cisne, tout en simulant des tentatives de communication à l’aide de signaux. Trompés par cette supercherie, les Portugais ne prirent aucune mesure défensive.
À portée de tir, le bâtiment algérien, en réalité un chebec, ouvrit brusquement le feu, tirant une ou deux bordées d’artillerie, avant de lancer un abordage violent,. Le combat, marqué par un tumulte intense, ne dura qu’environ une heure et demie.
Pris par surprise, les Portugais offrirent une résistance limitée. Le commandant du navire, ainsi que plusieurs membres de l’équipage, furent tués durant l’affrontement. Les survivants, incluant officiers, soldats et marins, furent faits prisonniers — ou réduits en esclavage — puis transportés à Alger avec la frégate capturée,,,. Les canons furent intégrés à l’armement de la Régence d’Alger, et le bâtiment capturé incorporé dans la flotte sous le nom de El Portukiza (« Le Portugais »), en remplacement de son nom d’origine, Cisne (« Cygne »).

## Conséquences
Hamidou captura par la suite une autre frégate près de Gibraltar. Cela mit en colère le dey d'Alger Mustapha Pacha, qui l’exila pendant deux ans.
En plus des limites de la garnison du Cisne, le fait que la frégate d'Alger était armée de 44 canons, qu’elle était le meilleur et le plus grand navire du dey, et que son commandant était Raïs Hamidou, le corsaire algérien le plus célèbre et le plus redouté, ne peut servir d'excuse à ce qui s'est passé. Malgré cet événement déshonorant, le Portugal maintint ses navires en patrouille dans la région et, à la fin du mois de septembre, la frégate Ulisses surveillait la zone entre le cap Spartel et l'Algarve, car des informations indiquaient qu'une frégate d'Alger, peut-être la même qui avait capturé le Cisne, naviguait près du cap Saint-Vincent.
Plus tard, le 6 juillet 1810, une trêve fut signée entre le Royaum de Portugal et la Régence d'Alger, selon laquelle, en échange du paiement d’une forte compensation et de la libération de 79 Algériens emprisonnés à Lisbonne, celui-ci s'engageait à relâcher 581 Portugais et 34 esclaves captifs à Alger. La libération fut effectuée en trois groupes et s’acheva le 23 juin 1812.

### Sources
- Albert Devoulx, Le raïs Hamidou: notice biographique sur le plus célèbre corsaire algérien du XIIIe siècle de l'hégire, d'après des documents authentiques et pour la plupart inédits, Alger, Typographie Adolphe Jourdan, 1859 (lire en ligne)
- Albert Devoulx, Le registre des prises maritimes: traduction d'un document authentique et inédit concernant le partage des captures amenées par les corsaires algériens, Alger, Typographie Adolphe Jourdan, 1872 (lire en ligne)
- Louis-Adrien Berbrugger, Revue africaine: journal des travaux de la Société historique algérienne, Alger, Société historique algérienne, 1869 (lire en ligne)
- Daniek Panzac, Les corsaires barbaresques: la fin d'une épopée, 1800-1820, Paris, CNRS Éditions, 1999 (ISBN 978-2-271-05688-7, lire en ligne)
- Roland Courtinat, La piraterie barbaresque en Méditerranée: XVIe-XIXe siècle, Alger, Editions Jacques Gandini, 2003 (ISBN 978-2-906431-65-2, lire en ligne)
- (pt) Armando da Silva Saturnino Monteiro, Batalhas e Combates da Marinha Portuguesa (1669-1807), Lisbon, Livraria Sá da Costa Editora, 1996 (lire en ligne)
- (pt) Augusto Alves Salgado, Viagens e Operações Navais (1668-1823), Lisbon, Academia de Marinha, 2022 (lire en ligne)